# Vilarinho das Paranheiras
Vilarinho das Paranheiras ist ein Ort und eine ehemalige Gemeinde (Freguesia) im portugiesischen Kreis Chaves. Die Gemeinde hatte 220 Einwohner (Stand 30. Juni 2011).
Am 29. September 2013 wurden die Gemeinden Vilarinho das Paranheiras, Vidago, Arcossó und Selhariz zur neuen Gemeinde Vidago (União das Freguesias de Vidago, Arcossó, Selhariz e Vilarinho das Paranheiras) zusammengeschlossen.